# Milnacipran

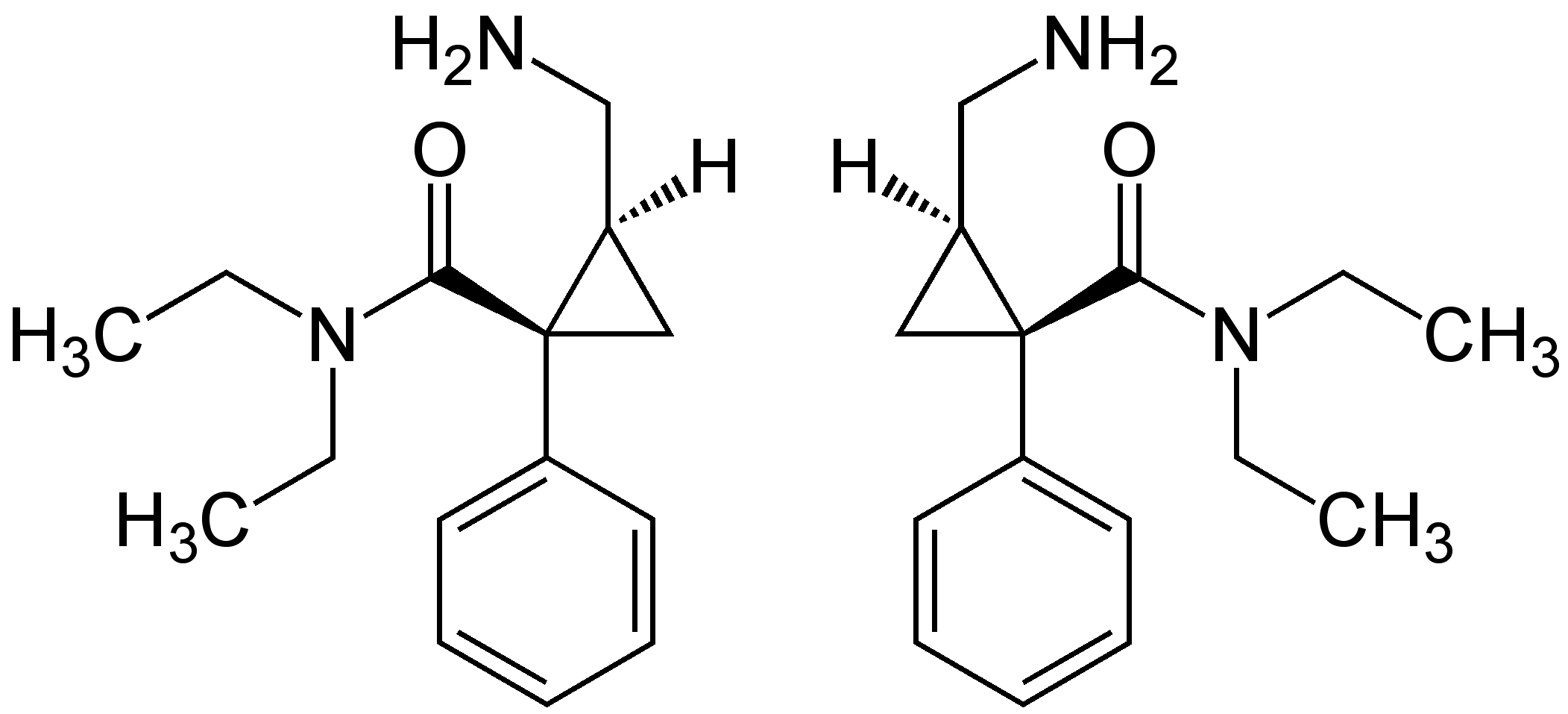
Strukturformel

Milnacipran är ett antidepressivt läkemedel av typen SNRI (serotonin-noradrenalinåterupptagshämmare).
För närvarande finns inte milnacipran registrerat i FASS. 